# 德米特里阿斯
39°20′52″N 22°54′39″E / 39.34773°N 22.91091°E
德米特里阿斯（羅馬化：Demetrias）是位於希臘東部馬格尼西亞州境內的一座古代城市，地點在今日的沃洛斯附近，這座都市由安提柯王朝的德米特里一世於前294年所建造。